# 恐鱷屬
恐鱷屬（學名：Deinosuchus），是種已滅絕大型鱷魚，屬於短吻鳄总科，生存於白堊紀晚期的北美洲東部海岸地區，約8,200萬到7,300萬年前。恐鱷的屬名在希臘文意為「恐怖的鱷魚」，δεινός/deinos意為「恐怖」，σουχος/suchos意為「鱷魚」。
恐鱷是史上出現過最大型的鱷魚之一，体长9-10米，可能會以大型恐龍為食。目前發現的恐鱷化石主要以頭骨為主。根據近年研究，古生物學家對於恐鱷的身長估計值，較之前的估計值短。

## 敘述

### 型態特徵

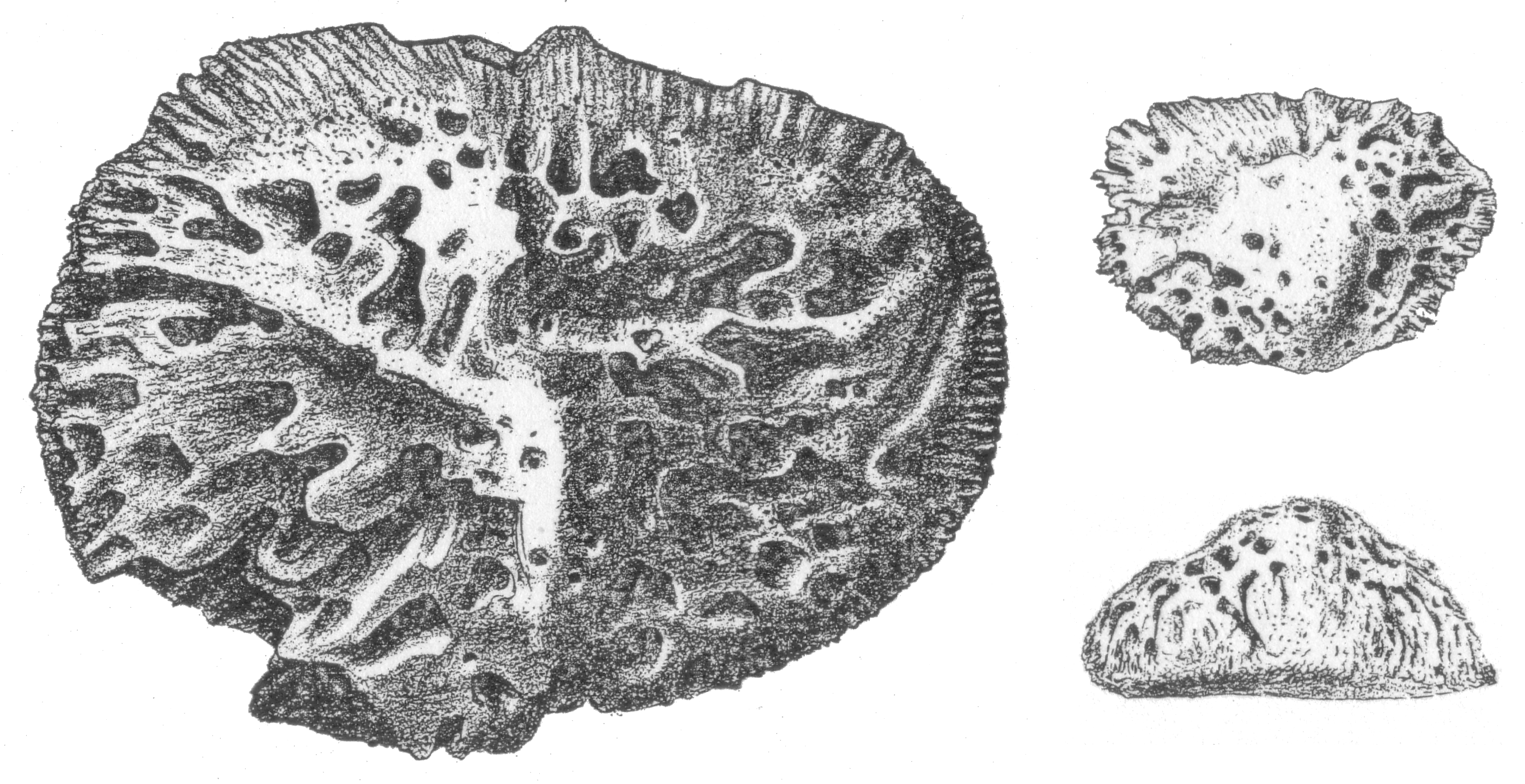
恐鱷的皮內成骨，比現今鱷魚的皮內成骨更厚。由W.J. Holland繪製。

儘管恐鱷的體型很大，牠們的外形與現今的鱷魚相去不遠。恐鱷具有類似短吻鱷的寬廣口鼻部，口鼻部前端略為脹大。牙齒厚而粗壯，嘴部後段的牙齒較短、鈍。
恐鱷的背部覆蓋者大型的皮內成骨（Osteoderms），部份皮內成骨的形狀略呈半圓形。皮內成骨上有凹處與溝痕，被認為是某種軟組織的附著處。有科學家認為恐鱷的皮內成骨與軟組織，可在這群大型動物在陸地上時，協助支撐巨大的身體。雖然恐鱷的體型巨大，但牠們在陸地上時可能行動敏捷，如同牠們的現代近親。
恐鱷具有骨質次生顎，次生顎允許牠們的頭部沉浸在水面下時，可以透過水面上的鼻孔呼吸。恐鱷的脊椎屬於前凹椎型，每節脊椎的前端凹陷，後端突出，脊椎與脊椎之間形成球窩關節。次生顎與前凹椎型脊椎，被認為是衍化的特徵，現代鱷目也具有相同的衍化特徵。
根據科學家的估計，恐鱷的咬合力高達18,000磅（80,000牛顿）擁有目前已知地球陸地動物中最強大的咬合力。而灣鱷的咬合力為4,200磅（18,600牛顿），是咬合力最大的現代動物。

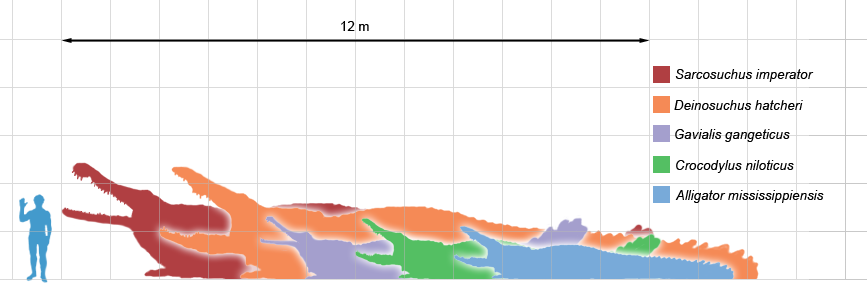
數種巨型鱷類與人類的體型比較圖。分別為帝鱷(紅)、恐鱷(橘)、恆河鱷(紫)、尼羅鱷(綠)、美國短吻鱷(藍)

恐鱷的身長目前有不同的估計值，介於15到10公尺之間。灣鱷(綠)為現存最大的鱷魚。

### 體型
由於恐鱷的化石相當破碎，關於恐鱷的身長，目前有差異相當大的不同估計值。在1954年，內德·科爾伯特（Edwin Harris Colbert）與羅蘭·伯德（ Roland T. Bird）估計恐鱷的下顎長度為2公尺，並與其他大型鱷魚相比較，提出恐鱷的身長為15公尺。在1999年，格里高利·艾利克森（Gregory M. Erickson）與Christopher A. Brochu提出較短的版本，認為恐鱷的身長為8到10公尺。在2002年，大衛·史威莫（David Schwimmer）提出生存於北美洲東部的恐鱷，身長為8公尺，體重為2.3公噸；生存於北美洲西部的恐鱷，身體較大，身長為12公尺，體重為6.5公噸以上。
雖然恐鱷的身長有不同的估計值，但牠們的體型明顯地大於任何現存的鱷魚。即使是其中最小的估計值，其體重仍大於任何現存鱷魚。
恐鱷常被認為是史上最大型的鱷魚之一。但還有體型與牠相當或超越的史前巨型鱷類如：白堊紀早期非洲的帝鱷、中新世巴西的普魯斯鱷、中新世與上新世印度的喙嘴鱷。

## 古生物學

### 棲息地
恐鱷的化石主要在美國許多地區發現，包含：阿拉巴馬州、密西西比州、蒙大拿州、喬治亞州、紐澤西州、北卡羅來納州、新墨西哥州、德州、猶他州、懷俄明州。在2006年，墨西哥北部的San Carlos地層發現一個恐鱷的皮內成骨，這次首次在美國以外地區發現恐鱷化石。恐鱷的化石最常在喬治亞州的灣岸平原地區發現，接近阿拉巴馬州的邊界。
根據恐鱷的化石分佈，這群大型鱷魚可能生存於河口環境。某些恐鱷化石被發現於海相沉積層，但可能是恐鱷進入海洋尋找食物，如同今日的灣鱷。在阿古哈組（Aguja Formation），某些恐鱷可能生存於鹽沼或潮汐帶，該地區也發現最大型的恐鱷化石。

### 食性
在1954年，內德·科爾伯特與羅蘭·伯德首次提出，恐鱷很可能以生存於相同地區的恐龍為食。內德·科爾伯特在1961年再次重申這個理論：「這種鱷魚應該會以恐龍為食，不然為何牠們的體型可以生長到超越恐龍？恐鱷會在水中攻擊岸邊的獵物，那裡是獸腳類恐龍無法獵食的區域。」一般認為，恐鱷採取類似現今鱷魚的獵食模式，將身體沉浸在水中，攻擊接近岸邊的恐龍或其他陸棲動物，直到獵物溺死。在大彎國家公園附近發現的數節鴨嘴龍科尾椎，帶有恐鱷的齒痕，加強恐鱷會以部份恐龍為食的理論。
大衛·史威莫與G. Dent Williams提出恐鱷可能會以海龜為食。恐鱷可能會用嘴部後段、較鈍的牙齒，咬碎海龜的龜殼，以海龜為食。在恐鱷的北美洲東部化石發現處，經常發現側頸龜亞目的Bothremydidae科化石，數個此種海龜的龜殼已發現齒痕，很有可能是由大型鱷魚所留下。
在2002年，大衛·史威莫提出恐鱷的食性可能依據生存地區的不同，而有不同的變化。生存於北美洲東部的較小型恐鱷，生態位可能類似現今的美洲鱷，有多種食物來源，例如：海龜、大型魚類、以及小型恐龍。德州與蒙大拿州的恐鱷體型較大、較為少見，可能主要以大型恐龍為食。
大衛·史威莫也提出，北美洲東部沒有任何獸腳類恐龍的體型大於恐鱷，因此恐鱷可能是這個地區的頂級掠食者。

### 成長速率
在1999年，格里高利·艾利克森與Christopher A. Brochu提出恐鱷的生長速率接近現代鱷魚，但具有更長的成長期。他們研究恐鱷背部皮內成骨的成長環，發現恐鱷成長至完全成年個體，需要35年的時間，而最老的恐鱷化石可能生存了超過50年。
在2002年，大衛·史威莫針對上述的研究，指出除非有證據顯示恐鱷的皮內成骨成長環是因季節變化影響，如同現代鱷魚，上述研究才有效。恐鱷的皮內成骨成長環可能會被不同因素影響，例如：獵物的遷徙、乾濕劑的變化、洋流的循環。在中生代缺乏極端氣候的環境下，很難以計算年輪的方法計算動物的年齡。

## 發現與分類

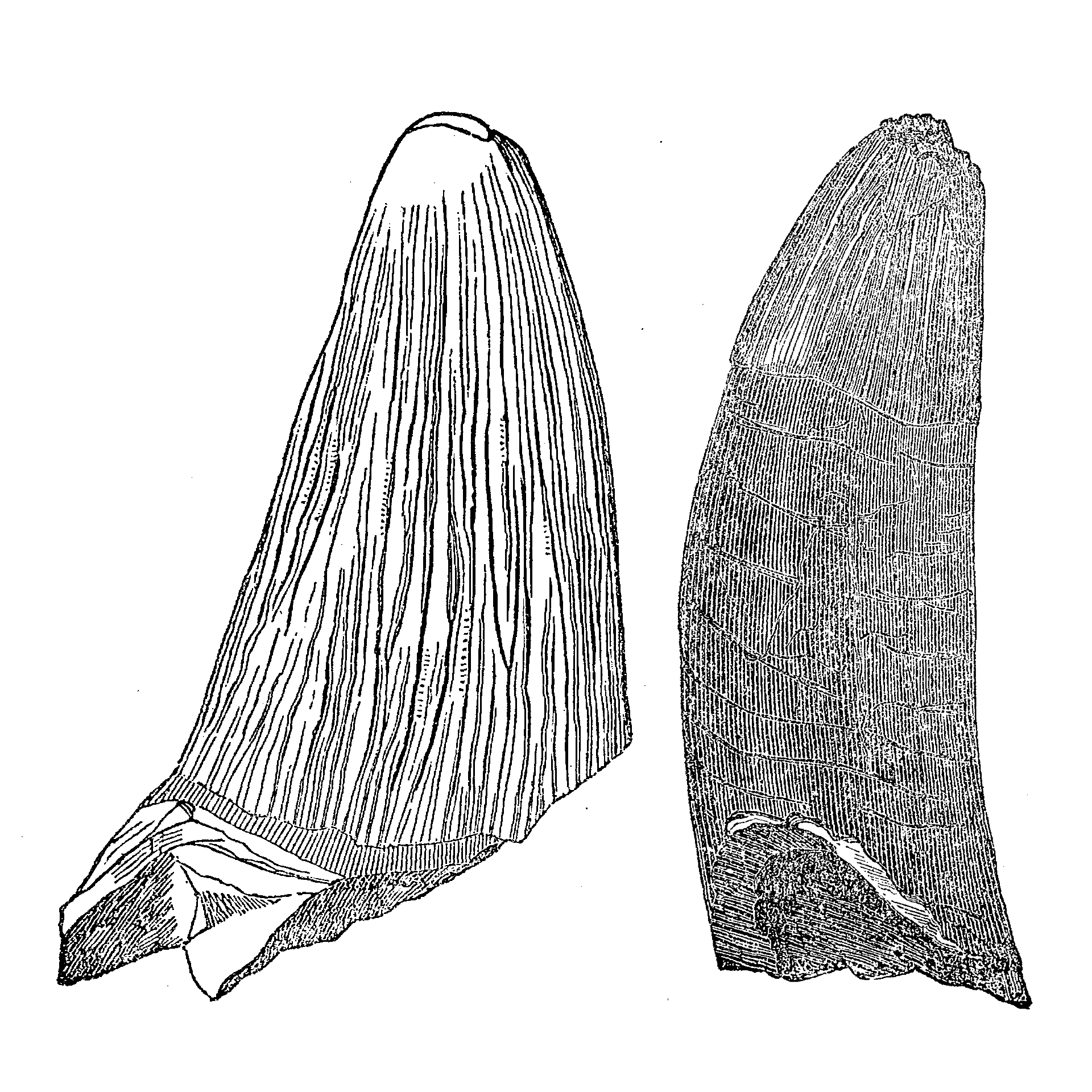
埃比尼澤·埃蒙斯在1858年發現的牙齒素描圖，這兩顆牙齒後來被發現屬於恐鱷

在1858年，地質學家埃比尼澤·埃蒙斯（Ebenezer Emmons）在北卡羅來納州布拉登郡發現兩個大型牙齒。埃蒙斯將這兩個牙齒歸類於Polyptychodon，並建立新種P. rugosus，這個屬當時被歸類於鱷魚，現為上龍亞目的一屬。這兩顆牙齒的外形粗厚、微彎，琺瑯質的表面有垂直的溝痕。這兩顆牙齒是已知最早被科學敘述的恐鱷化石。
在1903年，約翰·貝爾·海徹爾（John Bell Hatcher）與T.W. Stanton在蒙大拿州柳樹溪區，發現數個皮內成骨化石。這些皮內成骨最初被歸類於甲龍科的包頭龍。除了皮內成骨，當地還挖出脊椎、肋骨、恥骨等化石。隨者更多化石的挖出，海徹爾發現這些化石屬於一種大型鱷魚，專門研究恐龍的海徹爾對這些化石失去興趣。海徹爾在1904年死去，W.J. Holland繼續研究這些鱷魚化石。在1909年，W.J. Holland將這些化石建立為新屬，恐鱷（Deinosuchus），模式種是Deinosuchus hatcheri，種名是以發現化石的海徹爾為名。
在1940年，美國自然歷史博物館的挖掘團隊在德州大彎國家公園挖出許多大型鱷魚化石。在1954年，內德·科爾伯特與羅蘭·伯德發表這些化石的研究，命名為怖鱷（Phobosuchus riograndensis）。在1979年，唐諾·貝爾德（Donald Baird）與傑克·霍納（Jack Horner）發現怖鱷與恐鱷是相同物種，怖鱷成為恐鱷的異名。
美國自然歷史博物館在重建頭部模型時，參考古巴鱷的頭部，並利用石膏重建出大部分頭部。科爾伯特與伯德認為這個版本太過保守，認為若是參考灣鱷來重建，可製作出更大體型的恐鱷模型。由於當時不清楚恐鱷是否具有寬廣口鼻部，科爾伯特與伯德計算恐鱷頭部比例時發生錯誤。儘管重建時發生錯誤，這個恐鱷頭部模型已成為一般大眾對恐鱷的第一印象。

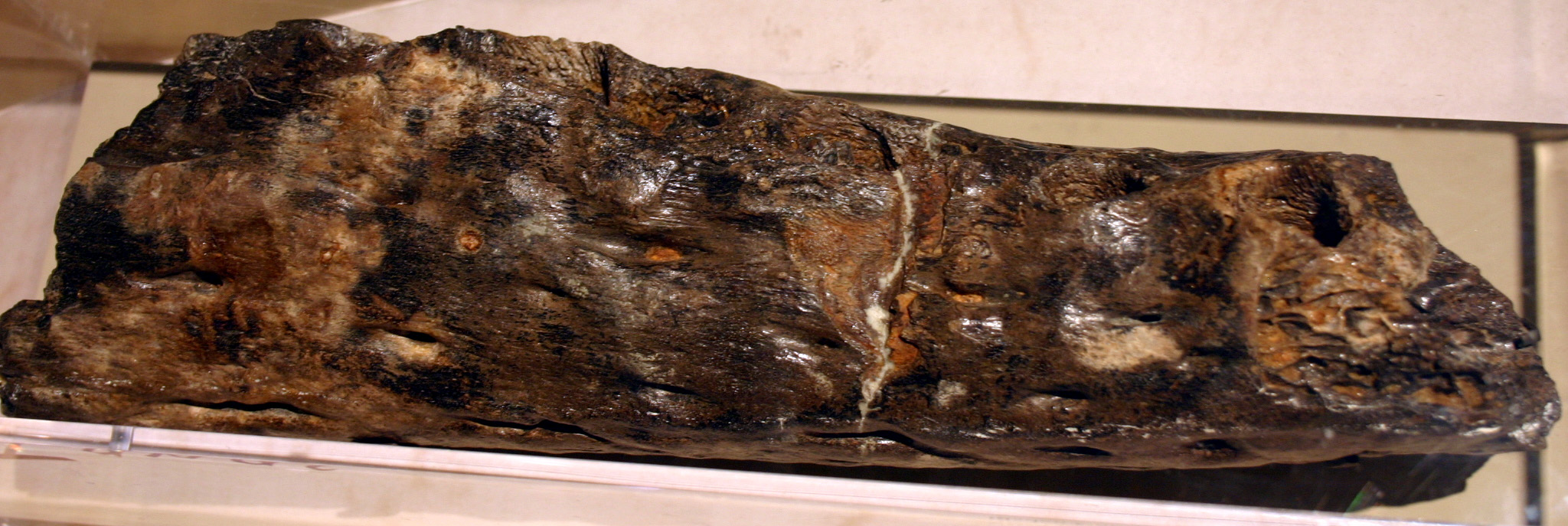
恐鱷的下頷段落 - 北卡羅萊納州自然科學博物館

近年來，更多恐鱷的化石被發現。大部分是破碎的化石，但有助於古生物學對恐鱷進行更多的研究。Christopher A. Brochu提出，恐鱷的皮內成骨形狀獨特，是辨別恐鱷的特徵之一。在2002年，大衛·史威莫根據更多的恐鱷化石，建構出完整度達90%的頭部電腦模型。

科爾伯特與伯德根據牙齒特徵，將恐鱷歸類於鱷科。根據格里高利·艾利克森與Christopher A. Brochu在1999年提出的系統發生學研究，恐鱷是短吻鳄总科的原始物種。因此，恐鱷並非最大型的鱷科動物，而是最大型的短吻鱷科動物。

## 外部連結
- Tracy Ford. February 10, 1998. "Deinosuchus list （页面存档备份，存于）". Dinosaur Mailing List.